# Fremont, Ohio
Fremont là một thành phố thuộc quận Sandusky, tiểu bang Ohio, Hoa Kỳ. Năm 2010, dân số của thành phố này là 16734 người.

## Dân số
- Dân số năm 2000: 17375 người.
- Dân số năm 2010: 16734 người.